# فینال جام ملت‌های اروپا ۱۹۷۶

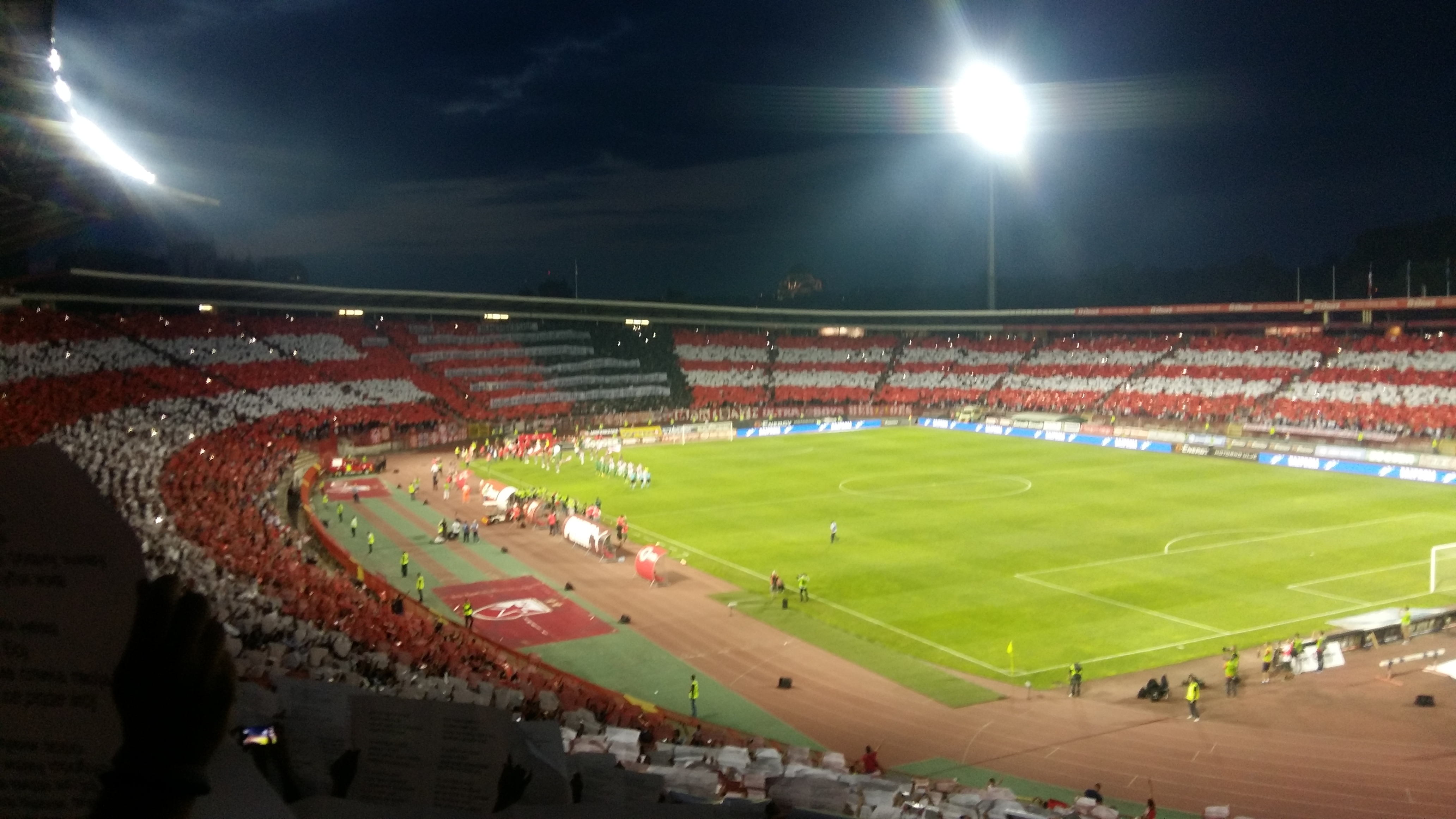
ورزشگاه ستاره سرخ، محل برگزاری بازی فینال

فینال جام ملت‌های اروپا ۱۹۷۶، رقابت پایانی جام ملت‌های اروپا ۱۹۷۶ است که مابین تیم ملی فوتبال چکسلواکی و تیم ملی فوتبال آلمان غربی در ورزشگاه ستاره سرخ، بلگراد برگزار شده‌است.
این مسابقه که در تاریخ ۲۰ ژوئن ۱۹۷۶ انجام شده‌است در وقت اضافه با نتیجه ۲ بر ۲ پایان یافت و در ضربات پنالتی با نتیجه ۵ بر ۳ به سود تیم ملی فوتبال چکسلواکی به پایان رسید.